# Håkons Hall
Håkons Hall er en idrætshal i Lillehammer i Norge. Hallen blev oprindeligt bygget som den største af to ishockeyarenaer til OL 1994, og har plads til omkring 11.500 tilskuere. De to vigtigste ishockeyturneringene som er blevet afholdt i hallen, var ishockeyturneringen under Vinter-OL 1994 og Ishockey-VM 1999. 
Under Håndbold-VM 1999 for damer blev nogle af kampene spillet i Håkons Hall. Ligeledes blev slutkampene under Håndbold-EM for mænd 2008 spillet i Håkons Hall
Hallen drives i dag som et sportscenter med to håndboldbaner, seks volleyball- eller badmintonbaner, to squashbaner, en stor klatrevæg, m.m. 
Norges Olympiske Museum ligger også i Håkons Hall. Sammen med de øvrige olympiske arenaer i Lillehammer, udgør hallen en del af Lillehammer Olympiapark.

## Eksterne links
- Lillehammer Olympiapark – officiel website med info om Håkons Hall Sportssenter
- Norges Olympiske Museum – Officiel website

61°07′26″N 10°28′27″Ø / 61.1238°N 10.4741°Ø